# Josep Pujol i Ripoll
Josep Pujol i Ripoll (Olot, Garrotxa 1905 - 1987) fou un pintor català.

## Biografia
Deixeble d'Iu Pascual, participà en l'Exposició d'Art Català a Madrid i el 1926 exposà a les Galeries Dalmau de Barcelona. Va exposar a la Sala Parés el 1928, 1930 i 1934.
Després de la guerra civil espanyola fou marginat per motius polítics, el 1966 guanyà el premi La Punyalada i el premi Sant Jordi de la diputació provincial de Barcelona. D'antuvi es mantingué fidel a l'estètica de l'escola d'Olot, però ha adoptat una versió constructivista i esquemàtica, tant en el paisatge, com en interiors i natures mortes, d'una netedat, concisió i refinament singulars. El 1983 va rebre la Creu de Sant Jordi.